# Yoshio Shinozuka
Yoshio Shinozuka (篠塚 良雄 Shinozuka Yoshio?,  1923 - 20 de abril de 2014) fue un soldado del Ejército Imperial Japonés, que en la Segunda Guerra Mundial sirvió como médico militar con una unidad de guerra biológica clasificada como alto secreto llamada Escuadrón 731. Él fue miembro de la Asociación de los Repatriados procedentes de China.
Según su testimonio, fue reclutado por el Escuadrón 731 a la edad de 16 años. Shinozuka afirmó que estuvo involucrado en la realización de experimentos y la vivisección de prisioneros chinos cerca de la ciudad de Harbin al norte de China. Estuvo encarcelado en China durante muchos años, siendo finalmente liberado en 1956.
En 2011, Shinozuka prestó testimonio sobre las actividades del Escuadrón 731, en nombre de 180 chinos que demandaron al gobierno japonés para la compensación y una disculpa por la muerte de parientes que afirman haber sido asesinados en experimentos en el laboratorio de guerra biológica. "Yo fui miembro del Escuadrón 731 e hice lo que ningún ser humano debería hacer", dijo Yoshio Shinozuka.
En 1997, quiso hablar en conferencias de paz en Estados Unidos y Canadá. Sin embargo, ambos gobiernos le negaron la entrada alegando que sus comentarios podrían conmocionar a Estados Unidos. Esto a pesar de que poco después del final de la Segunda Guerra Mundial, Estados Unidos garantizó inmunidad procesal al comandante del Escuadrón 731 a cambio de proporcionar los resultados de las pruebas.